# Atlanta Motor Speedway
Atlanta Motor Speedway (fins a 1990: Atlanta International Raceway) és un oval situat en Hampton (Geòrgia), Estats Units, uns 30 km al sud de la ciutat d'Atlanta. Fou inaugurat l'any 1960 com un oval de dues corbes i 1,5 milles (2.400 metres) de longitud. Va rebre una remodelació completa en 1997, de manera que el carrer de boxes i línia de meta van canviar de costat i la recta principal va passar a tenir dos colzes, que van implicar un augment en la seua longitud a 1,54 milles (2.480 metres). Les instal·lacions inclouen també un traçat mixt de 4 km i un oval camús de 0,25 milles (400 metres) entre la recta principal i el carrer de boxes. L'empresari Bruton Smith va comprar el circuit l'any 1990 i aquest forma part de la seua empresa Speedway Motorsports des de 1995.
A causa de la gran llargària de les corbes, l'oval d'Atlanta va ser històricament un dels més ràpids del calendari de la NASCAR Cup Series. Quan els automòbils van passar a equipar restriccions en la presa d'aire en els circuits de Daytona i Talladega, Atlanta va passar a ser la pista amb major velocitat a terme mitjà del calendari.
Eixe campionat disputa dues carreres per any en Atlanta des de 1960. La primera d'elles dura des de la primera edició 500 milles (800 km), i es disputa en la primavera boreal. La segona d'elles dura 500 milles des de 1967, i va anar l'última data del campionat des de 1987 fins a 2000. En 2001, la carrera de la Copa Nascar que anava a tenir lloc el 16 de setembre en New Hampshire va ser ajornada per a fins de novembre a causa dels atemptats de l'11 de setembre de 2001, deixant a Atlanta com penúltima data. La data primaveral es disputà des de 2002 fins a 2008 a l'octubre. A partir de 2009, té lloc el dia anterior al Labor Day, és a dir a principis de setembre.
La NASCAR Nationwide Series acompanya a la NASCAR Cup Series en una de les seues dates des de 1992: la primaveral fins a 2001 i la tardorenca des de 2002. La NASCAR Truck Series visita Atlanta des de 2004; entre 2005 i 2008 va tenir una segona data. La CART va disputar en Atlanta dues dates en 1979 i una des de 1981 fins a 1983. Per la seua banda, la IndyCar Series va córrer allí entre 1998 i 2001. El Campionat IMSA GT va córrer en un traçat mixt per única vegada en 1993.

## Rècords de volta
- IndyCar Series: Billy Boat, agost de 1998, 24.734 s, 224,145 mph (360,649 km/h)
- NASCAR Cup Series, Geoffrey Bodine, novembre de 1997, 28.074 s, 197,478 mph (317,742 km/h)
- NASCAR Nationwide Series: Greg Biffle, 2003, 28.830 s, 192,300 mph (309,411 km/h)
- NASCAR Truck Series: Rick Crawford, 2005, 30.339 s, 182,735 mph (294,021 km/h)

## Guanyadors recents

### NASCAR
| Any  | Cup Series         | Cup Series      | Nationwide Series | Truck Series   | Truck Series |
| Any  | Primavera          | Tardor          | Nationwide Series | Primera        | Segona       |
| ---- | ------------------ | --------------- | ----------------- | -------------- | ------------ |
| 1990 | Dale Earnhardt     | Morgan Shepherd | -                 | -              | -            |
| 1991 | Ken Schrader       | Mark Martin     | -                 | -              | -            |
| 1992 | Bill Elliott       | Bill Elliott    | Jeff Gordon       | -              | -            |
| 1993 | Morgan Shepherd    | Rusty Wallace   | Ward Burton       | -              | -            |
| 1994 | Ernie Irvan        | Mark Martin     | Harry Gant        | -              | -            |
| 1995 | Jeff Gordon        | Dale Earnhardt  | Johnny Benson     | -              | -            |
| 1996 | Dale Earnhardt     | Bobby Labonte   | Terry Labonte     | -              | -            |
| 1997 | Dale Jarrett       | Bobby Labonte   | Mark Martin       | -              | -            |
| 1998 | Bobby Labonte      | Jeff Gordon     | Mark Martin       | -              | -            |
| 1999 | Jeff Gordon        | Bobby Labonte   | Mike Skinner      | -              | -            |
| 2000 | Dale Earnhardt     | Jerry Nadeau    | Mark Martin       | -              | -            |
| 2001 | Kevin Harvick      | Bobby Labonte   | Joe Nemechek      | -              | -            |
| 2002 | Tony Stewart       | Kurt Busch      | Jamie McMurray    | -              | -            |
| 2003 | Bobby Labonte      | Jeff Gordon     | Greg Biffle       | -              | -            |
| 2004 | Dale Earnhardt Jr. | Jimmie Johnson  | Matt Kenseth      | Bobby Hamilton | -            |
| 2005 | Carl Edwards       | Carl Edwards    | Carl Edwards      | Ron Hornaday   | Kyle Busch   |
| 2006 | Kasey Kahne        | Tony Stewart    | Jeff Burton       | Todd Bodine    | Mike Bliss   |
| 2007 | Jimmie Johnson     | Jimmie Johnson  | Jeff Burton       | Mike Skinner   | Kyle Busch   |
| 2008 | Kyle Busch         | Carl Edwards    | Matt Kenseth      | Kyle Busch     | Ryan Newman  |
| 2009 | Kyle Busch         | Kasey Kahne     | Kevin Harvick     | Kyle Busch     | -            |
| 2010 | Kurt Busch         |                 |                   | Kevin Harvick  | -            |

### CART i IndyCar Series
| Any            | Pilot                                | Automòbil          | Equip         |
| CART           | CART                                 | CART               | CART          |
| -------------- | ------------------------------------ | ------------------ | ------------- |
| 1979 I         | Johnny Rutherford (ambdues carreres) | McLaren Cosworth   | Bruce McLaren |
| 1979 II        | Rick Mears                           | Penske Cosworth    | Penske        |
| 1981           | Rick Mears (ambdues carreres)        | Penske Cosworth    | Penske        |
| 1982           | Rick Mears                           | Penske Cosworth    | Penske        |
| 1983           | Gordon Johncock                      | Wildcat Cosworth   | Patrick       |
| IndyCar Series |                                      |                    |               |
| 1998           | Kenny Bräck                          | Dallara Oldsmobile | A.J. Foyt     |
| 1999           | Scott Sharp                          | Dallara Oldsmobile | Kelley        |
| 2000           | Greg Ray                             | Dallara Oldsmobile | Menard        |
| 2001           | Greg Ray                             | Dallara Oldsmobile | Menard        |